# Louis Forniquet Henderson
Louis Forniquet Henderson fue un botánico, pteridólogo estadounidense ( 17 de septiembre de 1853 - 1 de septiembre de 1942), realizando extensas expediciones botánicas a los estados de Washington, Idaho, Oregón, recolectando decenas de miles de ejemplares cuidadosamente anotados, hoy en la Universidad Estatal de Oregón, la Universidad de Washington, el Herbario Nacional, el Herbario Gray.
Era nieto del senador estadounidense John Henderson, de Misisipi. Su madre, Catalina Leland, pertenecía a una prominente familia de Massachusetts, y su padre, John Henderson Jr., ejerció la abogacía en Nueva Orleans. Obtuvo su maestría en ciencias en la Cornell University.

## Honores

### Epónimos
Más de 200 especies fueron nombradas en su honor, entre ellas:
- (Apiaceae) Aletes hendersonii (J.M.Coult. & Rose) W.A.Weber[2]
- (Apocynaceae) Poacynum hendersonii Woodson[3]
- (Araceae) Caladium hendersonii Hort. ex Engl.[4]
- (Aspleniaceae) × Asplenophyllitis hendersonii (Houlston & T.Moore) D.E.Mey.[5]
- (Asteraceae) Antennaria hendersonii Piper[6]
- (Boraginaceae) Lappula hendersonii Piper[7]
- (Clethraceae) Clethra hendersonii Sleumer[8]
- (Dilleniaceae) Hibbertia hendersonii S.T.Reynolds[9]
- (Dryopteridaceae) Nothoperanema hendersonii (Beddome) Ching[10]
- (Ebenaceae) Diospyros hendersonii Ridl.[11]
- (Ericaceae) Cavendishia hendersonii Hoerold[12]
- (Fabaceae) Lupinus hendersonii Eastw.[13]
- (Gesneriaceae) Monophyllaea hendersonii (B.L.Burtt) A.Weber[14]
- (Grossulariaceae) Ribes hendersonii C.L.Hitchc.[15]
- (Lamiaceae) Clerodendrum hendersonii Moldenke[16]
- (Liliaceae) Hookera hendersonii Frye & Rigg[17]
- (Myrtaceae) Corymbia hendersonii K.D.Hill & L.A.S.Johnson[18]
- (Orchidaceae) Saccolabium hendersonii Carr[19]
- (Pandanaceae) Pandanus hendersonii H.St.John[20]
- (Papaveraceae) Corydalis hendersonii Hemsl. var. alto-cristata C.Y.Wu & Z.Y.Su[21]
- (Poaceae) Stipa hendersonii (Vasey) Mehlenb.[22]
- (Polemoniaceae) Phlox hendersonii (E.E.Nelson) Cronquist[23]
- (Primulaceae) Primula hendersonii (A.Gray) A.R.Mast & Reveal[24]
- (Scrophulariaceae) Synthyris hendersonii Pennell[25]
- (Thelypteridaceae) Sphaerostephanos hendersonii Holttum[26]
- (Thymelaeaceae) Daphne × hendersonii Hodgkin ex C.D.Brickell & B.Mathew[27]

- La abreviatura «L.F.Hend.» se emplea para indicar a Louis Forniquet Henderson como autoridad en la descripción y clasificación científica de los vegetales.[28]